# Vaahteraliiga 2015
La Vaahteraliiga 2015 è stata la 36ª edizione del campionato di football americano di primo livello, organizzato dalla SAJL.

## Squadre partecipanti
| Club                 | Città     | Stadio | Sponsor ufficiale | Risultato nella stagione 2014 |
| -------------------- | --------- | ------ | ----------------- | ----------------------------- |
| Helsinki 69ers       | Helsinki  |        |                   |                               |
| Helsinki Roosters    | Helsinki  |        |                   |                               |
| Porvoon Butchers     | Porvoo    |        |                   |                               |
| Seinäjoki Crocodiles | Seinäjoki |        |                   |                               |
| Turku Trojans        | Turku     |        |                   |                               |
| Vantaan TAFT         | Vantaa    |        |                   |                               |

## Stagione regolare

### Calendario

#### Anticipi 1
| Helsinki 5 giugno 2015, ore 18:00 | Helsinki Roosters                                        | 38 – 29 (15-8 9-14 7-7 7-0) referto | Seinäjoki Crocodiles | Velodromo di Helsinki (519 spett.)\| Arbitri: \| Hautala L. Lampinen Lehtinen J. Riihijarvi P. Lamminsalo \| |
| Arbitri:                          | Hautala L. Lampinen Lehtinen J. Riihijarvi P. Lamminsalo |                                     |                      | |

#### 1ª giornata
| Seinäjoki 11 giugno 2015, ore 18:30 | Seinäjoki Crocodiles                             | 28 – 7 (7-0 14-7 7-0 0-0) referto | Porvoon Butchers | Nordic Nutrients areena (645 spett.)\| Arbitri: \| Hautala Kalliokoski Tikkanen J. Bruun Mäkäräinen \| |
| Arbitri:                            | Hautala Kalliokoski Tikkanen J. Bruun Mäkäräinen |                                   |                  | |

| Helsinki 14 giugno 2015, ore 18:00 | Helsinki Roosters                                    | 21 – 57 (0-14 0-15 14-14 7-14) referto | Turku Trojans | Velodromo di Helsinki (429 spett.)\| Arbitri: \| Lamminsalo L. Lampinen K. Kari A. Anttila Mäkäräinen \| |
| Arbitri:                           | Lamminsalo L. Lampinen K. Kari A. Anttila Mäkäräinen |                                        |               | |

| Vantaa 15 giugno 2015, ore 18:30 | Vantaan TAFT                                           | 3 – 27 (0-0 3-7 0-7 0-13) referto | Helsinki 69ers | Myyrmäen jalkapallostadion (357 spett.)\| Arbitri: \| Hautala E. Aaltonen Lehtinen Kalliokoski P. Lamminsalo \| |
| Arbitri:                         | Hautala E. Aaltonen Lehtinen Kalliokoski P. Lamminsalo |                                   |                | |

#### 2ª giornata
| Vantaa 25 giugno 2015, ore 18:30 | Vantaan TAFT                                   | 21 – 40 (0-7 0-21 14-6 7-6) referto | Porvoon Butchers | Myyrmäen jalkapallostadion (423 spett.)\| Arbitri: \| Lamminsalo L. Lampinen Lehtinen Sipi T. Jansen \| |
| Arbitri:                         | Lamminsalo L. Lampinen Lehtinen Sipi T. Jansen |                                     |                  | |

| Helsinki 29 giugno 2015, ore 18:30 | Helsinki Roosters                                  | 54 – 28 (14-12 19-0 14-0 7-16) referto | Helsinki 69ers | Velodromo di Helsinki (504 spett.)\| Arbitri: \| Hautala A. Anttila Kalliokoski Tahtinen Mäkäräinen \| |
| Arbitri:                           | Hautala A. Anttila Kalliokoski Tahtinen Mäkäräinen |                                        |                | |

#### 3ª giornata
| Helsinki 2 luglio 2015, ore 18:30 | Helsinki 69ers                                      | 6 – 44 (6-7 0-16 0-14 0-7) referto | Turku Trojans | Velodromo di Helsinki (220 spett.)\| Arbitri: \| Lamminsalo L. Lampinen Seppelin A. Anttila Lehtinen \| |
| Arbitri:                          | Lamminsalo L. Lampinen Seppelin A. Anttila Lehtinen |                                    |               | |

| Porvoo 4 luglio 2015, ore 16:00 | Porvoon Butchers                                        | 24 – 19 (7-0 3-13 7-0 7-6) referto | Helsinki Roosters | Porvoon Keskuskenttä (375 spett.)\| Arbitri: \| Lamminsalo L. Lampinen K. Kari A. Anttila J. Riihijarvi \| |
| Arbitri:                        | Lamminsalo L. Lampinen K. Kari A. Anttila J. Riihijarvi |                                    |                   | |

| Seinäjoki 4 luglio 2015, ore 16:30 | Seinäjoki Crocodiles                                 | 53 – 0 (19-0 7-0 13-0 14-0) referto | Vantaan TAFT | Nordic Nutrients areena (385 spett.)\| Arbitri: \| Hautala Kalliokoski J. Bruun J. Mustikkamaa Lehtinen \| |
| Arbitri:                           | Hautala Kalliokoski J. Bruun J. Mustikkamaa Lehtinen |                                     |              | |

#### 4ª giornata
| Turku 11 luglio 2015, ore 18:00 | Turku Trojans                                | 21 – 19 (7-0 11-7 3-6 0-6) referto | Seinäjoki Crocodiles | Yläkenttä (834 spett.)\| Arbitri: \| Hautala Kalliokoski J. Bruun Sipi T. Janssen \| |
| Arbitri:                        | Hautala Kalliokoski J. Bruun Sipi T. Janssen |                                    |                      |                                                                                      |

| Helsinki 13 luglio 2015, ore 18:30 | Helsinki Roosters                                   | 41 – 10 (7-0 7-4 7-6 20-0) referto | Vantaan TAFT | Velodromo di Helsinki (457 spett.)\| Arbitri: \| Hautala L. Lampinen Lehtinen Kalliokoski Mäkäräinen \| |
| Arbitri:                           | Hautala L. Lampinen Lehtinen Kalliokoski Mäkäräinen |                                    |              | |

#### 5ª giornata
| Porvoo 16 luglio 2015, ore 18:30 | Porvoon Butchers                                      | 21 – 24 (0-6 7-18 6-0 8-0) referto | Helsinki 69ers | Porvoon Keskuskenttä (323 spett.)\| Arbitri: \| Hautala L. Lampinen Tahtinen J. Riihijarvi Mäkäräinen \| |
| Arbitri:                         | Hautala L. Lampinen Tahtinen J. Riihijarvi Mäkäräinen |                                    |                | |

| Seinäjoki 18 luglio 2015, ore 16:00 | Seinäjoki Crocodiles                                | 24 – 0 (0-0 21-14 0-6 6-9) referto | Helsinki Roosters | Nordic Nutrients areena (415 spett.)\| Arbitri: \| Hautala Kalliokoski Tahtinen J. Riihijarvi J. Bruun \| |
| Arbitri:                            | Hautala Kalliokoski Tahtinen J. Riihijarvi J. Bruun |                                    |                   | |

| Turku 19 luglio 2015, ore 16:00 | Turku Trojans                                       | 38 – 0 (6-0 9-0 14-0 9-0) referto | Vantaan TAFT | Yläkenttä (793 spett.)\| Arbitri: \| Hautala J. Karppinen Kalliokoski T. Jansen J. Bruun \| |
| Arbitri:                        | Hautala J. Karppinen Kalliokoski T. Jansen J. Bruun |                                   |              |                                                                                             |

#### 6ª giornata
| Porvoo 23 luglio 2015, ore 18:30 | Porvoon Butchers                                    | 31 – 30 (10-0 0-16 0-14 21-0) referto | Turku Trojans | Porvoon Keskuskenttä (327 spett.)\| Arbitri: \| Lamminsalo E. Aaltonen K. Kari Kalliokoski Lehtinen \| |
| Arbitri:                         | Lamminsalo E. Aaltonen K. Kari Kalliokoski Lehtinen |                                       |               | |

| Helsinki 25 luglio 2015, ore 17:00 | Helsinki 69ers                                       | 7 – 33 (0-7 0-6 7-7 0-13) referto | Seinäjoki Crocodiles | Velodromo di Helsinki (237 spett.)\| Arbitri: \| Mäkäräinen A. Anttila J. Bruun Kalliokoski T. Jansen \| |
| Arbitri:                           | Mäkäräinen A. Anttila J. Bruun Kalliokoski T. Jansen |                                   |                      | |

#### 7ª giornata
| Turku 30 luglio 2015, ore 18:30 | Turku Trojans                                  | 28 – 42 (7-14 7-14 0-7 14-7) referto | Helsinki Roosters | Yläkenttä (1023 spett.)\| Arbitri: \| Hautala J. Karppinen Sipi Kalliokoski J. Bruun \| |
| Arbitri:                        | Hautala J. Karppinen Sipi Kalliokoski J. Bruun |                                      |                   |                                                                                         |

| Porvoo 1º agosto 2015, ore 16:00 | Porvoon Butchers                          | 14 – 22 (0-10 7-9 0-0 7-3) referto | Seinäjoki Crocodiles | Porvoon Keskuskenttä (271 spett.)\| Arbitri: \| Hautala Immonen Seppelin K. Kari J. Bruun \| |
| Arbitri:                         | Hautala Immonen Seppelin K. Kari J. Bruun |                                    |                      |                                                                                              |

| Helsinki 3 agosto 2015, ore 18:00 | Helsinki 69ers                                    | 43 – 6 (8-0 21-0 6-0 8-6) referto | Vantaan TAFT | Velodromo di Helsinki (205 spett.)\| Arbitri: \| Lamminsalo Immonen Tahtinen A. Anttila Mäkäräinen \| |
| Arbitri:                          | Lamminsalo Immonen Tahtinen A. Anttila Mäkäräinen |                                   |              | |

#### 8ª giornata
| Helsinki 6 agosto 2015, ore 18:30 | Helsinki Roosters                                  | 42 – 8 (14-0 14-6 14-0 0-2) referto | Porvoon Butchers | Velodromo di Helsinki (446 spett.)\| Arbitri: \| Hautala A. Anttila Tahtinen Kalliokoski Lamminsalo \| |
| Arbitri:                          | Hautala A. Anttila Tahtinen Kalliokoski Lamminsalo |                                     |                  | |

| Turku 8 agosto 2015, ore 18:00 | Turku Trojans                                  | 38 – 22 (14-8 10-14 7-0 7-0) referto | Helsinki 69ers | Yläkenttä (717 spett.)\| Arbitri: \| Mäkäräinen Kalliokoski Sipi J. Bruun T. Jansen \| |
| Arbitri:                       | Mäkäräinen Kalliokoski Sipi J. Bruun T. Jansen |                                      |                |                                                                                        |

| Vantaa 9 agosto 2015, ore 16:00 | Vantaan TAFT                                          | 14 – 59 (8-10 6-14 0-14 0-21) referto | Seinäjoki Crocodiles | Myyrmäen jalkapallostadion (107 spett.)\| Arbitri: \| Lamminsalo L. Lampinen K. Kari Kalliokoski Mäkäräinen \| |
| Arbitri:                        | Lamminsalo L. Lampinen K. Kari Kalliokoski Mäkäräinen |                                       |                      | |

#### 9ª giornata
| Porvoo 13 agosto 2015, ore 18:30 | Porvoon Butchers                                      | 42 – 20 (14-0 14-0 7-6 7-14) referto | Vantaan TAFT | Porvoon Keskuskenttä (278 spett.)\| Arbitri: \| Lamminsalo L. Lampinen K. Kari Kalliokoski Mäkäräinen \| |
| Arbitri:                         | Lamminsalo L. Lampinen K. Kari Kalliokoski Mäkäräinen |                                      |              | |

| Seinäjoki 15 agosto 2015, ore 17:00 | Seinäjoki Crocodiles                                   | 31 – 27 (7-0 3-13 14-7 7-7) referto | Turku Trojans | Nordic Nutrients areena (1195 spett.)\| Arbitri: \| Mäkäräinen Immonen J. Mustikkamaa Lehtinen Kalliokoski \| |
| Arbitri:                            | Mäkäräinen Immonen J. Mustikkamaa Lehtinen Kalliokoski |                                     |               | |

| Helsinki 15 agosto 2015, ore 17:00 | Helsinki 69ers                                     | 19 – 40 (7-6 6-14 6-14 0-6) referto | Helsinki Roosters | Velodromo di Helsinki (239 spett.)\| Arbitri: \| Hautala L. Lampinen Tahtinen Lamminsalo A. Anttila \| |
| Arbitri:                           | Hautala L. Lampinen Tahtinen Lamminsalo A. Anttila |                                     |                   | |

#### 10ª giornata
| Vantaa 20 agosto 2015, ore 18:30 | Vantaan TAFT                                     | 6 – 50 (0-14 0-12 6-3 0-21) referto | Turku Trojans | Myyrmäen jalkapallostadion (147 spett.)\| Arbitri: \| Hautala Kalliokoski Tahtinen Seppelin Mäkäräinen \| |
| Arbitri:                         | Hautala Kalliokoski Tahtinen Seppelin Mäkäräinen |                                     |               | |

| Helsinki 23 agosto 2015, ore 15:00 | Helsinki 69ers | 23 – 20 (2-0 21-10 0-3 0-7) referto | Porvoon Butchers | Brahen kenttä (269 spett.) |

#### 11ª giornata
| Seinäjoki 27 agosto 2015, ore 18:30 | Seinäjoki Crocodiles                            | 28 – 26 (0-13 19-13 0-0 9-0) referto | Helsinki 69ers | Nordic Nutrients areena (485 spett.)\| Arbitri: \| Lamminsalo Kalliokoski Sipi Mäkäräinen J. Bruun \| |
| Arbitri:                            | Lamminsalo Kalliokoski Sipi Mäkäräinen J. Bruun |                                      |                | |

| Turku 29 agosto 2015, ore 16:00 | Turku Trojans                                  | 50 – 28 (6-7 14-0 20-14 10-7) referto | Porvoon Butchers | Yläkenttä (727 spett.)\| Arbitri: \| Hautala E. Aaltonen O. Tikkanen Sipi T. Jansen \| |
| Arbitri:                        | Hautala E. Aaltonen O. Tikkanen Sipi T. Jansen |                                       |                  |                                                                                        |

| Vantaa 31 agosto 2015, ore 18:30 | Vantaan TAFT                                     | 0 – 29 (0-13 0-0 0-10 0-6) referto | Helsinki Roosters | Myyrmäen jalkapallostadion (151 spett.)\| Arbitri: \| Hautala Kalliokoski Tahtinen Lehtinen Mäkäräinen \| |
| Arbitri:                         | Hautala Kalliokoski Tahtinen Lehtinen Mäkäräinen |                                    |                   | |

### Classifica
La classifica della regular season è la seguente:
- PCT = percentuale di vittorie, G = partite giocate, V = partite vinte,  P = partite perse, PF = punti fatti, PS = punti subiti

| Pos. | Squadra              | PCT  | G  | V | N | P  | PF  | PS  |
| ---- | -------------------- | ---- | -- | - | - | -- | --- | --- |
| 1    | Seinäjoki Crocodiles | .800 | 10 | 8 | 0 | 2  | 326 | 154 |
| 2    | Turku Trojans        | .700 | 10 | 7 | 0 | 3  | 383 | 206 |
| 3    | Helsinki Roosters    | .700 | 10 | 7 | 0 | 3  | 326 | 227 |
| 4    | Helsinki 69ers       | .400 | 10 | 4 | 0 | 6  | 225 | 287 |
| 5    | Porvoon Butchers     | .400 | 10 | 4 | 0 | 6  | 235 | 279 |
| 6    | Vantaan TAFT         | .000 | 10 | 0 | 0 | 10 | 80  | 422 |

## Playoff e playout

### Tabellone
|  | Semifinali | Semifinali           | Semifinali |                   |    | XXXVI Vaahterahmalja | XXXVI Vaahterahmalja | XXXVI Vaahterahmalja |  |
|  |            |                      |            |                   |    |                      |                      |                      |  |
|  | 1          | Seinäjoki Crocodiles | 28         |                   |    |                      |                      |                      |  |
|  | 1          | Seinäjoki Crocodiles | 28         |                   |    |                      |                      |                      |  |
|  | 4          | Helsinki 69ers       | 7          |                   |    |                      |                      |                      |  |
|  | 4          | Helsinki 69ers       | 7          |                   | 1  | Seinäjoki Crocodiles | 31                   |                      |  |
|  |            |                      |            |                   | 1  | Seinäjoki Crocodiles | 31                   |                      |  |
|  |            |                      | 2          | Helsinki Roosters | 45 |                      |                      |                      |  |
|  | 2          | Turku Trojans        | 2          | Helsinki Roosters | 45 | 10                   |                      |                      |  |
|  | 2          | Turku Trojans        |            |                   |    |                      |                      |                      |  |
|  | 3          | Helsinki Roosters    | 33         |                   |    |                      |                      |                      |  |

### Semifinali
| Seinäjoki 5 settembre 2015, ore 15:30 | Seinäjoki Crocodiles                      | 28 – 7 (0-0 14-7 0-0 14-0) referto | Helsinki 69ers | Nordic Nutrients areena (936 spett.)\| Arbitri: \| Mäkäräinen Immonen Sipi J. Bruun Lehtinen \| |
| Arbitri:                              | Mäkäräinen Immonen Sipi J. Bruun Lehtinen |                                    |                |                                                                                                 |

| Turku 5 settembre 2015, ore 15:30 | Turku Trojans                                          | 10 – 33 (0-0 14-0 14-7 3-0) referto | Helsinki Roosters | Yläkenttä (1143 spett.)\| Arbitri: \| Lamminsalo Hautala Kalliokoski J. Riihijarvi T. Jansen \| |
| Arbitri:                          | Lamminsalo Hautala Kalliokoski J. Riihijarvi T. Jansen |                                     |                   |                                                                                                 |

### XXXVI Vaahteramalja
| Helsinki 12 settembre 2015, ore 18:30 | Seinäjoki Crocodiles                            | 31 – 45 (7-7 10-10 7-21 7-7) referto | Helsinki Roosters | Sonera Stadium (2909 spett.)\| Arbitri: \| Lamminsalo Hautala Sipi J. Riihijarvi T. Jansen \| |
| Arbitri:                              | Lamminsalo Hautala Sipi J. Riihijarvi T. Jansen |                                      |                   |                                                                                               |

## Verdetti
- Helsinki Roosters Campioni della Finlandia 2015